# Sainte-Lunaise
 Sainte-Lunaise  là một xã thuộc tỉnh Cher trong vùng Centre-Val de Loire miền trung Pháp.